# Metallyticus fallax
Metallyticus fallax (лат.) — вид богомолов из семейства Metallyticidae.

## Описание
Встречаются в Юго-Восточной Азии: Калимантан. Длина тела около 2 см, дорзовентрально сплющенное. Длина пронотума 5 мм. Голова, пронотум и передние ноги чёрные (тазики передних хватательных ног почти полностью буроватые). Отличаются своей блестящей зеленовато-синей окраской, сходной с жуками златками. Передвигаются располагая тело близко к земле, как тараканы. Встречаются на деревьях и под корой, где охотятся на тараканов. Проторакс короткий, жилкование крыльев, сходное с тараканами.